# Lexikon der Mensch-Tier-Beziehungen
Das Lexikon der Mensch-Tier-Beziehungen (herausgegeben am 6. Oktober 2015 im Transcript Verlag, Bielefeld) ist ein wissenschaftliches Fachlexikon in Taschenbuch-Format. Es ist der erste Band aus der verlagseigenen Reihe der Human-Animal Studies.

## Inhalt
Entsprechend der Herausgeber und der Autoren soll das Lexikon das Forschungsfeld weiter bekannt machen und neue Perspektiven öffnen, indem es sich nicht nur einem spezialisierten Fachpublikum widmet, sondern der breiten Öffentlichkeit. Damit wollen die Autoren dazu beitragen, dass Tiere in der Forschung nicht mehr als „Objekte“ oder „Opfer“, sondern als Individuen verstanden werden. Als Adressaten werden Soziologie, Politikwissenschaften, Kulturwissenschaften, Tiermedizin, Biologie, Rechtswissenschaften, Psychologie, Theologie, Ethologie, Philosophie sowie die interessierte Öffentlichkeit genannt.

## Herausgeber
- Arianna Ferrari (* 1976 in Cremona) ist eine italienische und deutsche Philosophin und arbeitet heute als freiberufliche Autorin. Ihre Forschungsschwerpunkte sind Bioethik (insbesondere Tierethik), Wissenschaftstheorie und Technikphilosophie.[2][3]
- Klaus Petrus (* 25. September 1967 in Naters) ist ein Schweizer Philosoph und Journalist. Er war Professor für Philosophie an der Universität Bern in der Schweiz.[6][2][3]

## Autoren (Auswahl)
- Andreas Hetzel
- Angelika Krebs
- Claus Leitzmann
- Colin Goldner
- Dieter Birnbacher
- Dietmar Zinner
- Elisa Aaltola
- Eve-Marie Engels
- Friederike Schmitz
- Gary Steiner
- Gary L. Francione
- Hans-Johann Glock
- Hanna Rheinz
- Halima Krausen
- Helen Keller
- Jörg Luy
- Julia Fischer
- Kathrin Herrmann
- Kurt Kotrschal
- Kurt Remele
- Markus Wild
- Martin Balluch
- Michael Rosenberger
- Robert Garner
- Roland Borgards
- Will Kymlicka

## Ausgabe
- Lexikon der Mensch-Tier-Beziehungen, 1. Ausgabe, 6. Oktober 2015, Human-Animal Studies Band 1, Transcript Verlag, Bielefeld, 482 Seiten, ISBN 978-3-8376-2232-4[2][3]